# 遠山景三
遠山 景三（とおやま かげぞう、1852年（嘉永5年） - 1922年（大正11年））は、日本の政治家。青森県八戸町長。

## 来歴・人物
八戸城下に生まれる。藩学校に学んだ後に、東京の小川町にあった東京法学校（現在の法政大学）に学び、八戸に帰郷した。
1893年（明治26年）から1907年（明治40年）まで八戸町長を務める。1911年（明治44年）には青森県会副議長、1919年（大正8年）に青森県会議長となる。八戸町長の座を北村益に譲った後も強い影響力を持っていた。

## 政策・政治活動
八戸町長時代は時鐘を偶数時に鳴らし、町民に時を知らせていたといわれる。
県会議長時代には県会議員の人員改正、工業試験費などの予算を可決している。